# Língua yagan
O yagan (também com as grafias iagan iahgan, iaghan, jagan, iakan) ou yámana, ou ainda, háusi kúta é uma língua extinta. Foi a língua do povo indígena do mesmo nome, da Terra do Fogo, caracterizada como uma língua isolada, embora alguns linguistas tentem relacioná-la à língua kawésqar e às línguas chon.
Após a morte de Cristina Calderón (1928-2022) de Villa Ukika na ilha de Navarino, Chile, não restam falantes nativos de Yahgan.
Por vezes aparece na mídia por conter a palavra Mamihlapinatapai, considerada a "palavra mais sucinta do mundo".

## Falantes
Registrava-se até 2022 apenas uma pessoa falante de Yagan, uma pessoa idosa da vila de Ukika na Ilha Navarino (Chile), Cristina Calderón. Houve tentativas de fazer reviver esse idioma entre os remanescentes Yagan. Foi uma das primeiras línguas nativas sul americanas a serem registradas por missionários europeus, junto com as chamadas "Línguas Fueguinas". Chegou a ser falada por algum tempo em assentamentos na Ilha Keppel e nas Ilhas Malvinas.

## Fonologia
São três as análises existentes sobre a fonologia da língua yagan. A mais antiga é dita "pré-fonética" e foi feita por Thomas Bridges em 1894. Há também duas de meados do Século XX, como a de Haudricourt (1952) e a de Holmer (1953). Ano fim do Século XX, Guerra Eissmann (1990), Salas y Valencia (1990) e Aguilera (2000) propuseram análises fonológicas do yagan.

### Vogais
|             | Anterior | Central | Posterior |
| ----------- | -------- | ------- | --------- |
| Fechada     | i        |         | u         |
| Semi-aberta | e        | ə       | o         |
| Aberta      | æ        | a       |           |

### Consoantes
|             | Labial | Alveolar | Pós-alveolar | Palatal | Velar | Glotal |
| ----------- | ------ | -------- | ------------ | ------- | ----- | ------ |
| Nasal       | m      | n        |              |         |       |        |
| Plosiva     | p      | t        | tʃ           |         | k     | ʔ      |
| Fricativa   | f      | s        | ʃ            |         | x     | h      |
| Tepe        |        | ɾ        |              |         |       |        |
| Aproximante |        | l        | ɻ            | j       | w     |        |

O alfabeto oficialmente reconhecido para o yagan no Chile contém as letras: a, æ, ch, e, ö, f, h, i, j, k, l, m, n, o, p, r, š, t, u, w, x. Esta escrita não apresenta as letras: b, c, d, e, f, y, z.

### Morfo-fonologia
Yagan apresentava efeitos "Sandhi" em suas consoantes e vogais. Assim, o "I" final de "teki" (verbo ver, reconhecer) se substituído pelo afixo -vnnaka (ter dificuldade ou problemas para fazer algo) precedido por um "E", implica "ter dificuldade ou problema para reconhecer ou ver..
Nas sílabas reduzidas por processos morfo-fonéticos, as vogais finais "A" e "U" dos dissílabos originais são geralmente eliminadas. No caso do "I" este se mantém, sem variar o resto da palavra, exceto pelas consoantes finais que mudam de tipo "stop" para fricativas – o "R" fica como "SH". Além de perder a tonicidade, as vogais que estavam antes dessa consoante modificada mudam de tensas para suaves. Exemplo: -a:gu: ‘por si próprio’ > -ax-. ata 'tomar, levar > vhr-, e assim por diante.. 
Na conjugação no presente geralmente ocorre a elipse da vogal final do infinitivo do verbo, além das mudanças associadas citadas acima – afixação de vários (não todos) dos demais sufixos de inflexão e derivação que começam com consoantes "stop" ou fricativas. Exemplo: aiamaka 'lutar' ; aiamux-tvlli 'lutar confusamente'.
M, N, e L são bem adaptáveis, dependendo das suas posições. 
- M: atama 'comer' atu:-yella 'desistir de comer' (não atamayella).
- o N de -Vna 'estado' é às vezes reduzido a –V, quando seria esperado -Vn-;
- o L pode desaparecer diante de algumas consoantes: nk', vlnggu: ou vnggu: 'beber'.

O  H inicial de raízes e afixos de muitas formas também desaparece:-  kvna 'flutuar, navegar'+ haina 'caminhar, ir' vem a formar kvn-aina. ng na forma puramente morfo-fonética do "N" diante de uma consoante Velar.
- Há casos assim para o "M" antes de consoante labial.
- para o "N" antes de uma Velar.
- o W se vocaliza como U ou O, ou ainda desaparece (varia conforme o que vem antes): tu:- causativo + wvshta:gu: 'trabalhar' fica como vshta:gu: 'fazer trabalhar'.
- o Y é bem adaptável depois de reduzido -ata→ -vhr- Sufixo -yella 'abandonar' fica como -chella. Ao combinar com um A anterior a ele se vocaliza: ki:pa 'mulher' + yamalim 'Plural –ser animado’ fica ki:paiamalim.

### Acentuação
Em análises recentes entre os poucos falantes que remaneciam, percebeu-se que não havia mais distinções de tonicidade nas palavras. Por volta da metade do século XIX, o dialeto Yagan padrão (não aquele da única sobrevivente) fazia distinções na tonicidade pelo menos na raiz, onde a sílaba tônica variava de forma regular conforme a formação das palavras derivadas. Há também raízes idênticas com distinções na tonicidade. Não há informações acerca de tonicidade dos morfemas em função de cláusulas ou frases nesse Dialeto.
Há raízes, em especial as de consoantes duplas, onde ambas vogais, antes e depois do dupla consoante, acentuadas. Os ditongos puxam para si a tonicidade se forem morfo-fonéticos na origem, removendo acento de vogais anteriores e posteriores que seriam acentuadas normalmente. A primeira vogal -V- (influenciada pela vogal que fica antes da raiz final) em -Vna 'estar num estado' parece também atrair a tonicidade; enquanto -ata 'atingir' repele a sílaba tônica para a esquerda. Assim, a combinação -Vnata 'atingir um estado' fica harmoniosa. A atração do ditongo pode enganar: -Vna, levar acentuação para a esquerda, enquanto dois ditongos sucessivos podem levar essa acentuação para a direita de forma não intuitiva. Sílabas reduzidas de forma morfo-fonética geralmente perdem qualquer acentuação que tivesses. A grande maioria de ações de tonicidade conforme o "manuscrito original do Dicionário de Bridges" parecem vir de apenas 5 fontes.
Esses efeitos podem preservar os limites do morfema, identificando a informação. Em função da importância dos verbos que derivam de substantives e adjetivos por meio de -Vna- e -ata-, o deslocamento da sílaba tônica permite diferenciar esses morfemas do -ata- léxico (bem comum) e do s -na-'s que são parte da raiz léxica (também comum). O -Vna vai frequentemente por si próprio perder a tonicidade, se reduzindo a uma vogal forte diante de outros sufixos, deixando o fator tônico como um indício de sua presença oculta. 
Nos textos remanescentes, a acentuação pode também diferenciar marcações de voz que, sem essa tonicidade se confundiriam:  *tú:mu:- causativo reflexivo (levar alguém fazer alguma coisa)
- tu:mú:-(1) só causativo (levar alguém a parecer ou fingir estar em determinado estado)
- tu:mú:-(2) circunstancial (tu:- alomorfo diante de m-) do mesmo (fingir, parecer estar num determinado tempo ou local, portando algo, por alguma razão, etc)
- o T circunstancial tem alomorfos diferentes – com a vogal seguinte acentuada ou não, o que dificulta o aprendizado, mas pode facilitar a compreensão dos limites do morfema para quem ouve..

## Gramática

### Sintaxe
Yahgan apresentava muitas marcações de caso para Substantivos e também marcações de modo para os Verbos. Desse modo, a ordem das palavras na frase tem importância relativa menor para caracterizar as relações entre sujeito e objeto. A maioria das sentenças em três textos bíblicos publicados.no dicionário e nas diversas  gramáticas mostram o verbo ou no fim da frase ou entre sujeito e objeto, quase nunca na primeira posição. 
Outras análises dos mesmos textos bíblicos mostram essa flexibilidade na ordem das palavras, mesmo com o SVO sendo a forma mais presente. Quando o objeto vem para a esquerda (SOV), isso indica que esse objeto, um substantivo, tem uma ligação mais dependente, mais "objeto", do que se estivesse mais à direita. De forma análoga, quando o sujeito vai para a direita (VSO), sua função de "agente" é menos forte do que se estivesse à esquerda. Deve-se procurar saber o quão exigíveis são esses princípios e como são intrincados são as interações Tempo-Aspecto-Modo, Polarização, os tópicos, o foco, etc. 
O advérbio kaia 'rapidamente' pode ser usado lexicamente para modificar o predicado, mas nos três textos bíblicos citados também pode aparentemente ser usado para marcar o segundo componente de uma sentença de construção ‘se, então’. Porém, isso não é mencionado nem no dicionário, nem nas gramáticas existentes. 

### Gramaticalização
Gramaticalização é um processo linguístico histórico pelo qual, itens léxicos regulares mudam de função ou de forma, fazendo parte da estrutura gramatical. 
Em Yahgan há mudanças dos verbos conforme "posturas" de algo ou alguém com marcadores de aspecto. Assim: 'estar em pé' mvni, 'sentar' mu:tu:, 'estar deitado ou deitar' (w)i:a, etc. Outro exemplo: a:gulu: 'pular, voar', kvna 'flutuar' etc.). Nun uso léxico poder-se-ia dizer:
- hai ha-mu:t-ude: 'eu sentei'. (hai = Eu, ha- indicação de número gramatical, -ude: passado).
- sa sa-mvni-de: 'você ficou em pé'. (sa = Tu, Você, sa- limite).

Ou ainda com a mesma raiz, porém com adição de forma gramaticalizada:
- hai ha-mvni-mu:t-ude: 'Eu fico geralmente em pé'.
- sa sa-muhr-mvni-de: 'Você quase sempre senta ou está pronto para isso'.

As bases semânticas para esses usos parecem indicar os graus de contato físico com o ambiente, o engajamento, a vigilância, etc:
- Voar e pular implicam cessar qualquer atividade em execução, saindo para fazer algo diverso de forma súbita;
- Estar em pé implica estar preparado para fazer outra coisa necessária, possível quando alguém puder ou precisar.
- Estar sentado ou sentar é uma forma de envolvimento regular com a atividade, sem porém excluir outras ações eventualmente necessárias.
- Estar deitado ou deitar (em algo ou junto a) é marca de envolvimento aprofundado numa ação, excluindo quaisquer outras (estar "imerso", "absorto", "totalmente dedicado", "assoberbado").

Essa ideia de "altura", posição, qualidade de contato, envolvimento, relativos é algo também significativo, dando ideia da dominação relativa sobre a situação, nesses verbos de postura. Isso existe em outros idiomas
Essa variação indicada pela posição ou modo de articulação oral é percebida nos prefixos  ‘’’y- a- u:- ‘’’ do Yagan, e nas combinações ‘’’ya-‘’’ e ‘’’u:a-‘’’.
- y- indica ação se iniciando, não completa;
- a- indica continuidade da ação;
- u:- indica remover empecilhos para concluir a ação;
- As formas combinada ya- e u:a- aparentam acentuar a parte contínua da atividade..

Algumas línguas da América do Norte têm essas estruturas espaciais similares, como Sioux (nos prefixos) e Chemakuan (nos sufixos): estar de pé sobre algo, afastado de uma superfície, em contato com a superfície ou contido numa superfície, tudo com informações de processo, chão e figura.  
Outras famílias linguísticas têm demonstrativos de distâncias com similares padrões fonológicos.
Pode ser que haja conexões históricas entre a forma y- e ki:pa 'mulher' e u:- ou u:a 'homem', as quais palavras verbalizadas dão ideia de mais ou menos força ou tentativas de obter isso. Os verbos ya:na ‘pretender, desejar’ e wa:na 'passar, ultrapassar', bem como u:a- 'fazer com vontade, forçadamente' podem ser relacionadas, com o sufixo -na sobre a primeira forma de cada duas palavras acima..
Em Yagan os verbos de movimentos horizontais geralmente mudam, de forma linguística cruzada, por meio de marcadores de tempo.

### Pronomes
Os três pronomes pessoais básicos são: 
- h- primeira pessoa ou "próxima
- s- segunda pessoa ou "pouco distante"
- k- terceira pessoa ou "mais distante"

São também encontradas com prefixos juntados aos verbos.
Formas enfáticas livres
- Nominativo
- Singular: 1 hai, 2 sa, 3 kvnjin.
- Dual: 1 hipai, 2 sapai, 3 kvnde:(i) or kvnde:u:.
- Plural: 1 haian, 2 san, 3 kvndaian
- Acusativo
- Singular: 1 haia, 2 skaia, 3 kvnjima.
- Dual: 123, acima.
- Plural: 1 haiananima, 2 sananima, 3 kvndaiananima.

### Demonstrativos
As bases dos demonstrativos são as mesmas dos pronomes: 
- hauan    'aqui'
- hauanchi     'este(a)'
- siu:an   'aqui'
- siu:anchi    'esse'
- kvnji        'aquela'

### Adjetivos
Em Yagan há muitas raízes de adjetivos, em especial as referentes a estados físicos da matéria, estados psicológicos, saúde. Alguns têm funções duplas, sendo também substantivos, advérbios ou mesmo verbos. Alguns substantivos e adjetivos podem se tornar verbos pela adição de -Vna '(estar num estado)’, ou -ata 'se tornar', ou ambos - Vnata 'desenvolver-se num estado' (a identidade do V é influenciada pela vogal final da raiz, mas quase nunca idêntica à mesma); essas verbalizações são muito comuns nos dicionários, podendo ser ainda derivadas e declinadas.
Exemplos: lvmbi 'escuro, negro', lvmbi:na 'escurecer', lvmbi:nata 'tornar-se escuro', lvmbi:nuhrka:taka tornar-se escuro pouco a pouco, lvmbi:nuhrchella ‘fazer com que deixe de ser escuro'.
Os adjetivos Yagan têm valores de predicado quando após o substantivo, mas são atributivos quando o precedem: 
- Há muitos compostos de adjetivos + substantivos, como segue: yaus-u:a 'homem mentiroso', yaus-ki:pa 'mulher mentirosa', yeka-kaiiu:ala 'criança pequena', hu:lu:-a:nan 'canoa grande'.
- Exemples de predicativo, quando adjetivo vai depois: lvn-tauwa 'língua curta’ ou ‘com dificuldade para falar’; yvsh-duf 'mão fraca’ ou ‘não hábil’.

Há formas mais usuais de sufixos criando adjetivos: -kuru: 'desejando, querendo algo’;  -pun 'não podendo (não hábil) de resistir a algo’, -Vta 'disposto a fazer algo', -vnnaka 'ter dificuldade ou impossibilitado de fazer algo’; -a:ru:gata 'perturbado para fazer algo', -siu:wa:ta 'cansado de algo ou de fazer algo', -Vtas 'fazendo algo muito bem'. Exemplos: a:musha:kuru: 'gostando de orar', u:ku:tu:mvra-siu:wa:ta 'cansado de explicar', i:kama:natas 'bom para escrever'. Assim como outras raízes de adjetivos, essas formas com sufixos podem ter outras derivações;

### Advérbios
Os advérbios formam uma classe gramatical que parece ser usado com duplicação produtiva, como: chilla 'de novo', chilla chilla 'de forma continuada'.

### Substantivos
Como o ambiente em que os falantes Yagan viviam era pobre em recursos naturais, eles ficavam pouco tempo nas suas terras. Assim seu vocabulário reflete isso. Há poucos substantivos para animais ou plantas terrestres, havendo, porém, uma profusão de palavras para seres marítimos e aves.
Em Yagan há ênfases para partes interconexas com totais, grupos, pouco analisadas, refletidas na serialização verbal. Partes do corpo são diferenciadas em detalhe, bem como as relações sociais. Há muitos substantivos provindos de verbos.
Os nomes das pessoas apresentam relação com de onde vem a pessoa, onde nasceu. Por exemplo, um homem nascido em Ushuaia (significa baía (waia) na parte alta (ushsha)) pode ser  Ushuaia-njiz, ou ainda pode ser usado o "caso" -ndaulum 'vindo de’ + u:a 'homem' dando Ushuaia-ndaulum-u:a.
Substantivos que são sujeito de frases não são marcados em caso, isso é marcado no verbo. São 5 casos principais para o substantivo (acusativo, genitivo, dativo, locativo, instrumental) e alguns outros que podem indicar localização geográfica, número, coletividade, definição, etc. Tudo marcado por sufixos.
Nos três textos bíblicos criados pelo missionário Bridges aparecem muitas sentenças substantivas, havendo dúvidas sobre a validade disso. 
Verbos podem ser "substantivados" por prefixação do T circunstancial (com seus alomorfos) ou pela sufixação de morfemas de particípio como: 
- -shin 'particípio passado’
- -(k)un 'particípio presente’
- -Vmvs 'particípio futuro’

Exemplos:
- ts-ta:gu: 'Dar – em tempo, local, com tal ferramenta, determinados’,
- ou ‘um presente", teki-shin 'quando visto por alguém ou o alguém que viu',
- wvle:wa twi:amanana-shin 'o rapaz que viveu', ts-ta:pvn-a:mvs 'o que vai morrer'.

### Verbos
Os verbos Yagan muitas vezes são compostos em séries. Os sujeitos, pronomes ((ha- 1a, sa- 2a, kv- 3a) são aglutinados à raiz como prefixos não marcados por número, vindo antes, porém, dos marcadores de voz, que são:
- ma(m) –passivo
- tu:- causativo,
- u:- permissivo
- T- circunstancial (com os alomorfos t-, tv-, tu:-, ts-, chi:-, chi-, ch-),
- l- em resposta a;

São sufixos (geralmente na ordem indicada abaixo):
- os aspectos (ex. progressivo -gaiata-)
- os tempos
- -vde: passado simples
- -u:a futuro simples
- ainda com incrementos: -vde:aka 'passado mais distante; -u:ana 'futuro mais adiante)
- os modos, etc.

Esses sufixos vem com mais dois possíveis sufixos "benefativos" - a:gu: 'por si próprio', -ya:gu: 'por outrem'. 
O número de ações ou de sujeitos pode ser indicado no verbo por marcações como: uma vez -ata, duas vezes -a:pai/-pikin-, muitas vezes-a:misiu:, plural -isin-/-u:sin-, nenhum –apisiu; Há ainda plurais dos verbos podem ser como: 
- mvni 'sing.  Estar em pé’, palana 'plur. Estar em pé’;
- ata 'sg. Pegar, carregar', tu:mi:na 'pl. Pegar, carregar'.

Exemplo completo: i:nan haian kvndaiananima ha-ts-tu:-uhr-gaiat-u:sin-de:-aka a:nan  'Nós (haian) estávamos fazendo com que eles (kvndaiananima) tomassem (uhr < ata 'tomar') o bote (a:nan) durante (ts- circunstancial + -n locativo on) o inverno (i:na) passado'.
Alguns poucos verbos formam pares nos quais uma das palavras tem um sufixo reversativo não produtivo, derivado possivelmente de -a:gu: 'fazer por si próprio'. ma:na 'emprestar', ma:na:ku: 'pegar emprestado'.
Além da serialização, os verbos Yagan têm complexas raízes verbais de forma similar ao da línguas indígenas da América do norte, onde o verbo principal apresenta prefixos (instrumento, corpos, ações) e sufixos (posições, caminhos). Os prefixos formam um sistema amplo e aberto de elementos marcadores de diversos tipos de causas ou motivações, como indicação de vozes gramaticais. Os  sufixos de caminho ou posição nos verbos têm dupla função gerando mais morfologias de aspecto gramatical. Os sufixos de tempo derivam de verbos de movimentações horizontais, os quais, junto com formas de postura em posições verticais, formam uma matriz de coordenadas Cartesianas, lidando, porém, com dimensões de tempo.
Exemplos: -aku:-pung-kvna-, -aku:- 'ao golpear' (vem de aki 'atacar' + -u:- permissivo / causativo), -(a)pvna- 'matar ou morrer', -kvna 'num barco ou flutuando', significa 'matar por golpes enquanto flutua'. -alagvnat-u:-tekil-uhr-man-a:tsikvri- 'estar em pé olhando (-alagvnat-) + deixar (-u:) pisar completamente (-tekil-ata-) fora (-man-a:tsikvri-) (Diz-se de uma pessoa que não gosta de pisar fora de casa, durante um tiroteio, sem dar alarme ou interromper isso);
Quase não há reduplicações nos verbos Yagan. O simbolismo sonoro para aumentativo ou diminutivo é bem léxico, porém, Yagan apresenta muitos simbolismos remanescentes nos verbos. 
Uma pequena quantidade de verbos bem usados apresenta o tempo presente irregular. Em lugar de perder a vogal final, essas formas adicionam o -ata depois da vogal. Exemplos: mu:tu: 'sentar'/'estar', presente mu:ta (de mu:t-ata), wi:a 'deitar'/'estar', presente wi:ata, kvna 'flutuar'/'estar', presente ga:rata. Neste último exemplo se verifica que esse presente medianamente supletivo pode voltar a forma histórica original, ficando mudado o infinitivo kvna.
Um bom número de verbos forma pequenas famílias de palavras, as quais têm diferenças semânticas que podem ser "codificadas" com simbolismos sonoros, o que ocorre também em línguas Austro-Asiáticas; Assim, haina 'ir, andar suavemente' um relação a u:unna 'andar pesadamente, plod'. Nesses casos a simetria da formas pode ter sido perdida ao longo da história.
A forma mvra 'ouvir' é gramaticalizada num sufixo evidencial -mush 'ouvir dizer'. Ex. hauanchi isin wuru: yamanaiamalim ma:maia-mushun-de: 'Eles dizem que nesta terra muitas pessoas morreram'. Há outros sufixos evidenciais para os diferentes sentidos (ouvir, olhar, etc) ou para tempo; mvra pode também ter uso modal no espaço clítico que fica após o primeiro substantivo da frase: : kvnjin ‘’’mush’’’yamana:mu:ta, kvndian-da:gia kv-teki-sin-de: kvnjima hauachi moala 'Ele ‘’’precisa’’’ estar vivo, pois eles (os que falaram isso) o viram hoje.